# Diecezja Hildesheimu

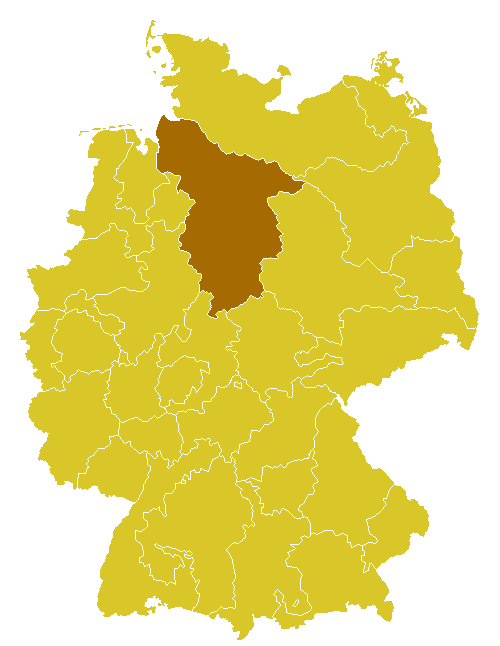
Obecne granice diecezji Hildesheim

Diecezja Hildesheimu (łac. Dioecesis Hildesiensis) – katolicka diecezja niemiecka położona w północnej części kraju, obejmująca swoim zasięgiem środkową część landu Dolna Saksonia. Siedziba biskupa znajduje się w katedrze Wniebowzięcia NMP w Hildesheimie.

## Historia
Diecezja Hildesheimu została założona w 800 przez cesarza Ludwika I Pobożnego jako sufragania metropolii Moguncji. W 1215 biskupstwo uzyskało pełną niezależność polityczną na terytorium Rzeszy Niemieckiej poprzez utworzenie suwerennego księstwa biskupiego ze stolicą w Hildesheimie.
Podczas reformacji większość mieszkańców Dolnej Saksonii przeszła na luteranizm, co spowodowało likwidację sąsiednich biskupstw. W 1803 diecezja została sekularyzowana.
W 1824 po zawarciu konkordatu między Stolica Apostolską a Królestwem Hanoweru papież Pius VII ustalił na nowo granice diecezji bullą Impensa Romanorum Pontificum. Weszła ona w skład metropolii Kolonii.
24 października 1994 diecezja Hildesheimu została podporządkowana przez papieża Jana Pawła II nowo utworzonej metropolii Hamburga.

## Biskupi
- Biskup diecezjalny: bp Heiner Wilmer SCI
- Biskupi seniorzy: bp Norbert Trelle, bp Heinz-Günter Bongartz bp Hans-Georg Koitz, bp Nikolaus Schwerdtfeger

## Podział administracyjny
Diecezja Hildesheimu składa się z 17 dekanatów.